# Динне
Динне (рос. Дынное) — присілок в Жиздринському районі Калузької області Російської Федерації.
Населення становить 19 осіб. Входить до складу муніципального утворення Присілок Акимовка.

## Історія
Від 2004 року входить до складу муніципального утворення Присілок Акимовка

## Населення
| 2002 | 2010 |
| ---- | ---- |
| 42   | ↘19  |